# Tonya Harding
Tonya Harding (Portland, Oregon, 12 de novembre de 1970) és una expatinadora sobre gel estatunidenca. Va ser criada principalment per la seva mare, que la va inscriure a classes de patinatge sobre gel a partir dels tres anys. Harding passaria gran part de la formació inicial, abandonant l'escola secundària per dedicar el seu temps a l'esport. Després d'escalar posicions als campionats de patinatge artístic dels Estats Units entre 1986 i 1989, Harding va guanyar la competició Skate America de 1989. Va ser campiona dels Estats Units el 1991 i 1994 abans de ser desposseïda del seu títol de 1994, i de la medalla de plata al campionat mundial de 1991. En 1991, va guanyar la distinció de ser la primera dona nord-americana a aconseguir amb èxit un triple àxel en competició, i només la segona dona a fer-ho en la història (darrere de Midori Itō). També va ser dues vegades competidora olímpica i dues vegades campiona d'Skate America.
El gener del 1994, Harding es va veure embolicada en una controvèrsia quan el seu marit, Jeff Gillooly, va planificar un atac contra la seva col·lega olímpica nord-americana, Nancy Kerrigan. Després que els Jocs de 1994 acabessin, Harding finalment va ser declarada culpable d'obstaculitzar l'acusació i va ser suspesa de per vida per l'Associació de Patinatge Artístic dels Estats Units. La investigació policial i la suspensió de Harding de l'esport van ser objecte de un intens escrutini mediàtic, i ha estat referit com un dels escàndols més grans en la història de l'esport nord-americà. A principis del 2000, Harding es va convertir en boxejadora professional i la seva vida ha estat objecte de nombroses pel·lícules, llibres i estudis acadèmics. El 2017 es va estrenar una pel·lícula biogràfica nominada a l'Òscar, "Jo, Tonya", on Tonya Harding és interpretada per Margot Robbie.